# Onnum

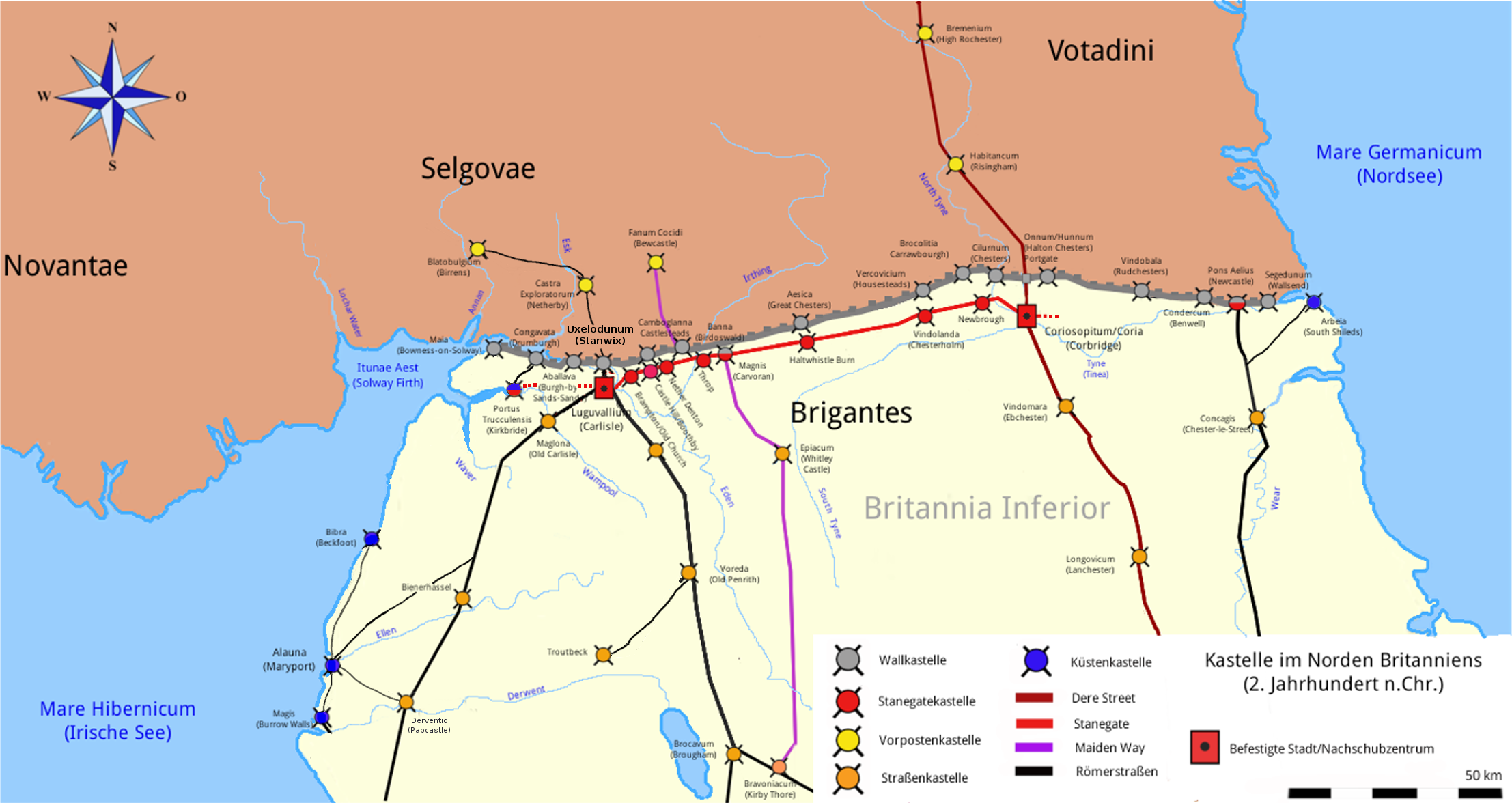
Kastelle am Hadrianswall und Stanegate

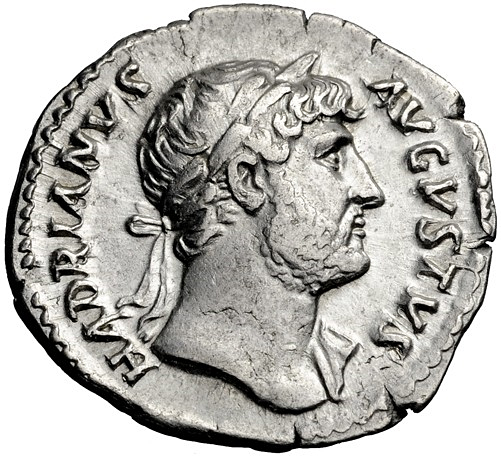
Münzporträt des Hadrian
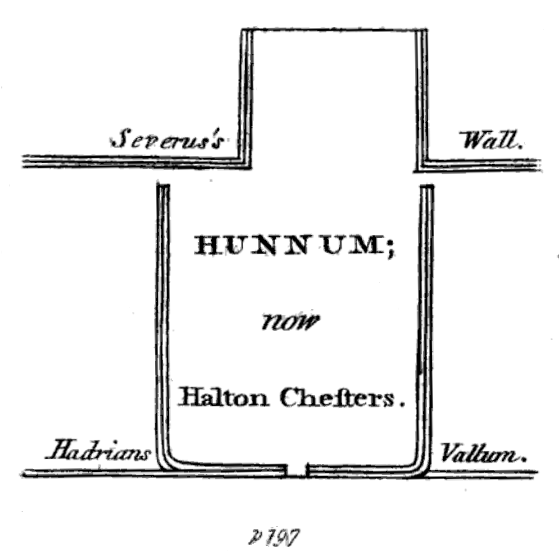
Skizze des Kastells von William Hutton, 1802
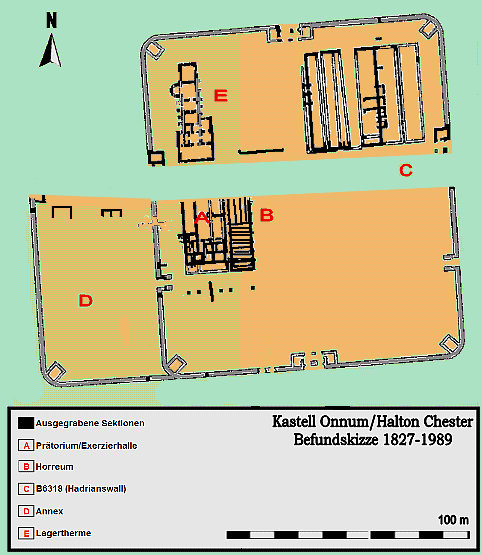
Befundskizze des Kastells
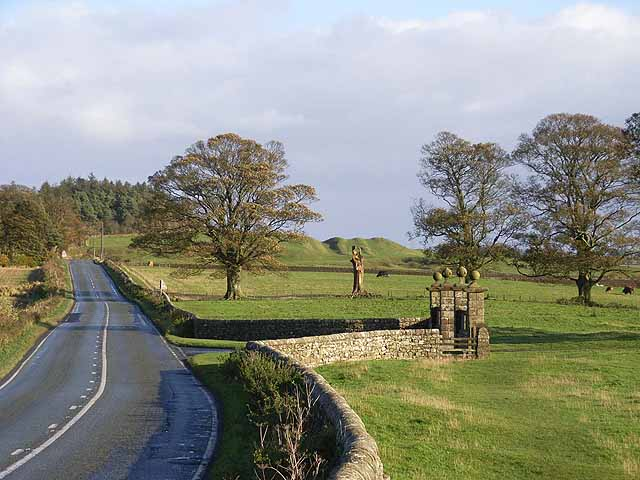
Der Eingang zu Halton Castle markiert den Standort des Nordtores des römischen Kastells. Links die B6318 die direkt über den Hadrianswall verläuft. Im Hintergrund die Hügel des Down Hill.
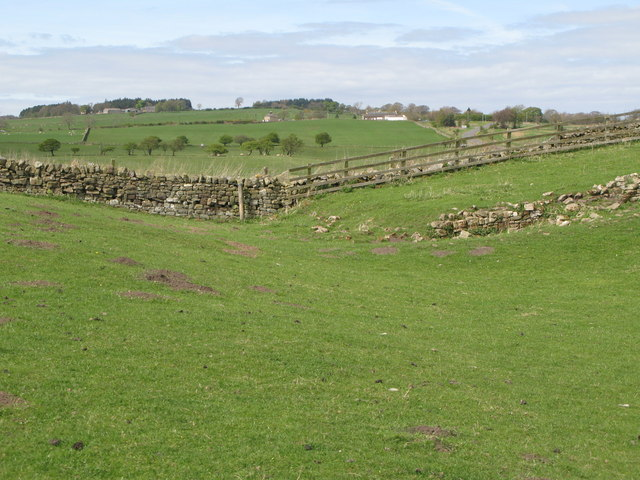
Der Graben vor dem Südwall des Kastells
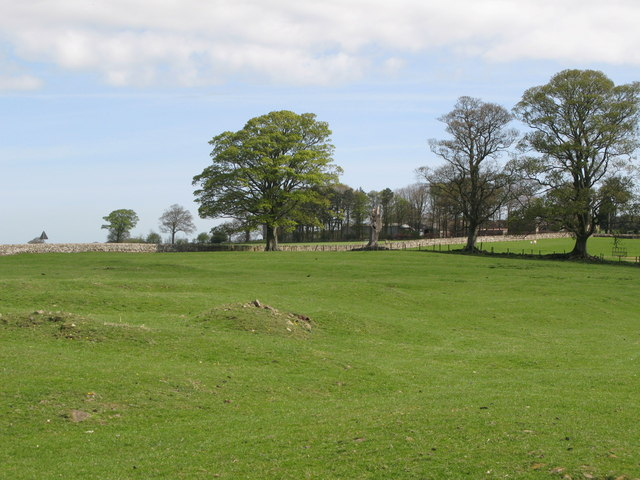
Südostteil des Kastellareals
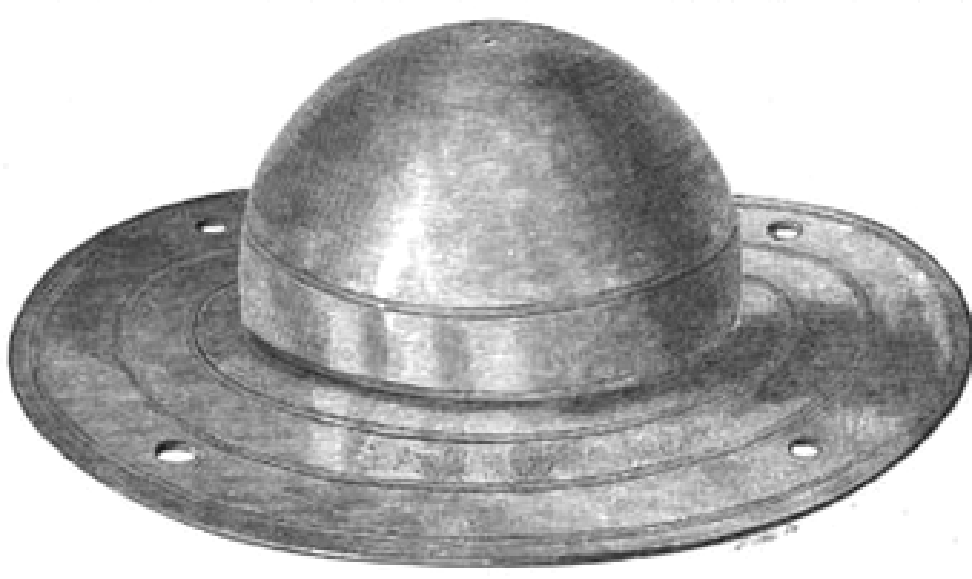
Schildbuckel aus Halton Chesters
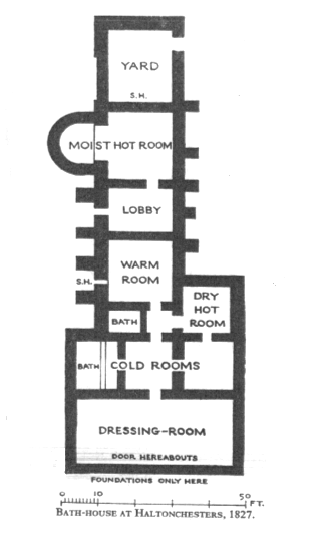
Planskizze der Lagertherme, Zeichnung aus dem 19. Jahrhundert
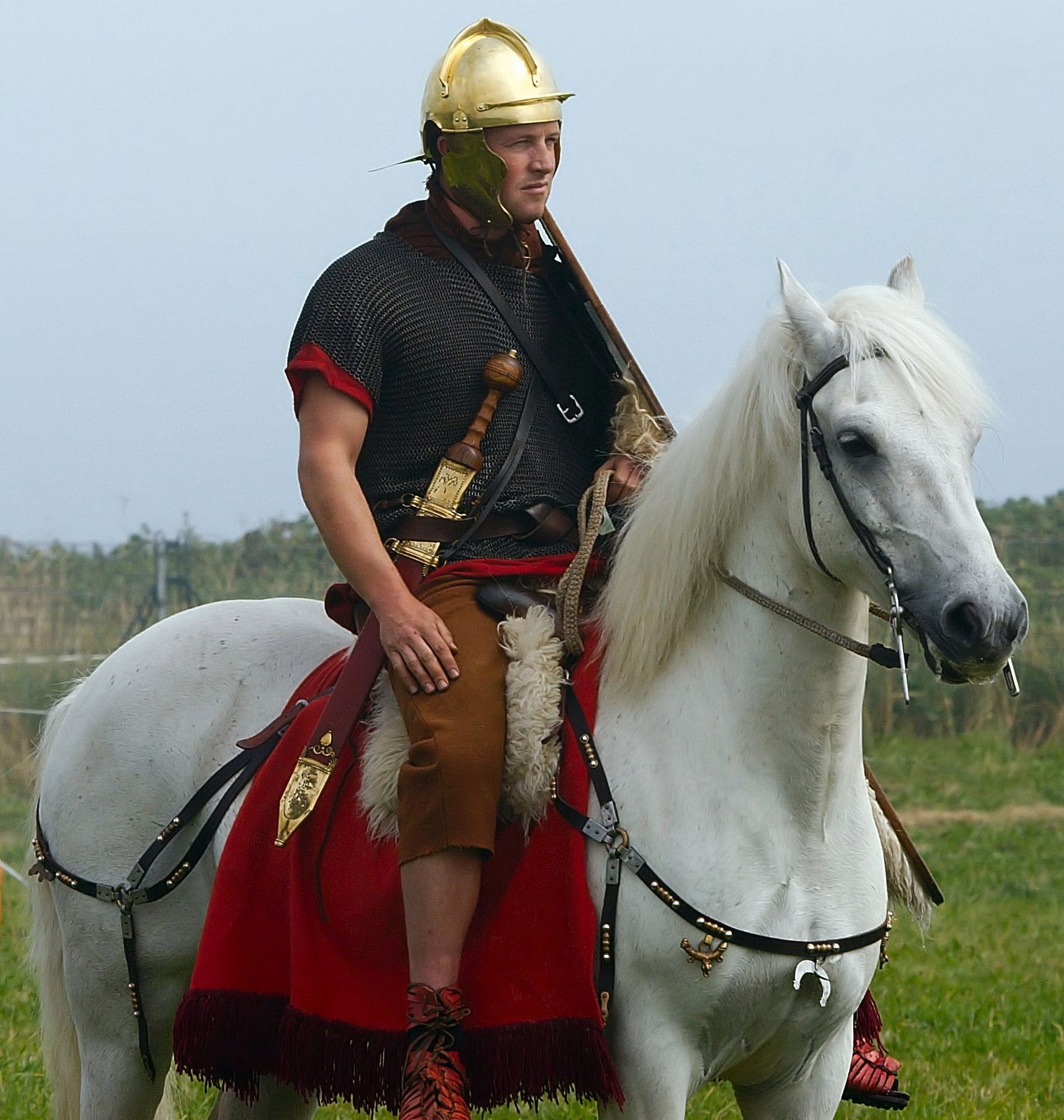
Römischer Kavallerist
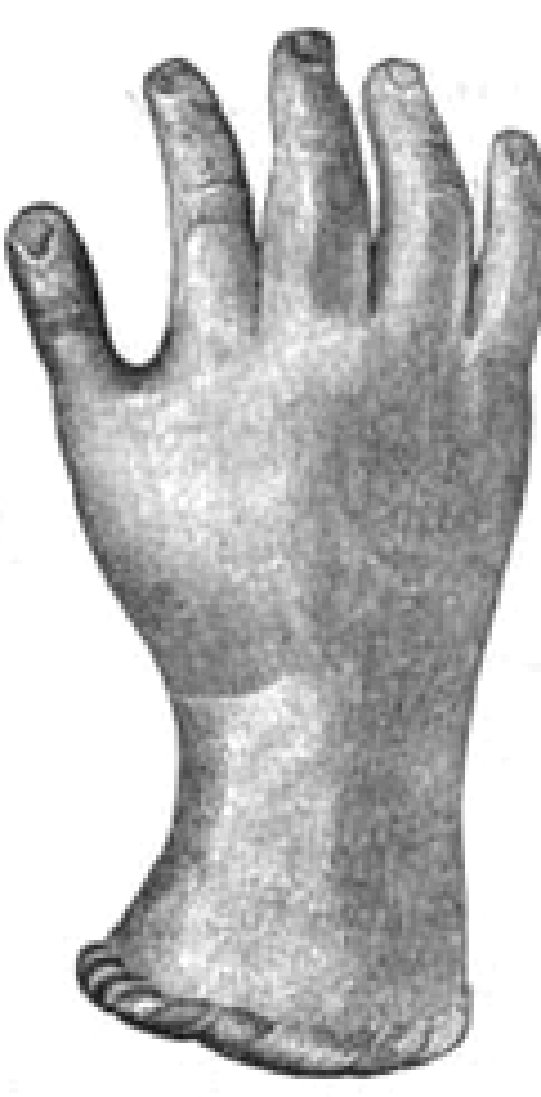
Bronzene Schwurhand aus einem Tempelinventar

Onnum oder Hunnum war ein römisches Reiterkastell der Hilfstruppen in Parish Whittington, Hamlet Halton Chesters, einem Ortsteil nördlich von Halton, Northumbria, im Nordosten von England.
Es gehörte zu der aus insgesamt 16 Kastellen bestehenden Festungskette des Hadrianswalls (per lineam valli) und sicherte dessen östlichen Abschnitt. Das Lager wurde etwa 300 Jahre, vermutlich von 126 bis 400 n. Chr., vom Militär genutzt. Ein bemerkenswertes Baudetail des Kastells ist die nachträgliche Vergrößerung seiner Südhälfte nach Westen, die auf das 3. Jahrhundert nach Christus zurückgeht. Überregional bekannt geworden ist die Ausgrabungsstätte auch durch das im frühen 19. Jahrhundert entdeckte, ungewöhnlich große Lagerbad.

## Name
Der Ortsname „Onnum/Hunnum“ stammt aus dem Keltischen und könnte „Wasserlauf“, „Baum“ oder „Fels“ bedeuten. Ersterer könnte sich vom Fence Burn, der in einer tiefen Schlucht westlich der Festung vorbeifließt, ableiten. Letzterer bezieht sich vielleicht auf die östlich des Lagers gelegene Erhebung des Down Hill. In der Cosmographie des Geografen von Ravenna wird der Ort als „Onno“ bezeichnet. Es ist jedoch wahrscheinlicher, dass das H von Hunno ursprünglich ein C war, und dass dieser beim Eintrag in der Ravenna Cosmographie weggelassen worden war, wie auch in einer Reihe von anderen Fällen. Der ursprüngliche Ortsname könnte daher Condo gelautet haben, was „steiler Hügel“ oder Convo „steiler Hang“ bedeutet.

## Lage
Halton Chesters ist das fünfte Glied in der Festungskette des Hadrianswalls (vallum aelium). Es befand sich zwölf Kilometer westlich von Vindobala (Rudchester) und vier Kilometer nördlich von Coriosopitum (Corbridge) auf einem kleinen Plateau. Das Bodendenkmal wird durch eine Baumgruppe und ein paar Steintore in den Weidezäunen südlich der B6318 (sog. Militärstraße) markiert. Von dort aus hat man einen weiten Blick nach Norden, da der Boden nur leicht ansteigt. In Richtung Süden kann man bis zum Flusstal des Tyne (Tinea), entlang des Verlaufs des Walls (Fences Field), bis zu zwei Kilometer weit sehen. Im Osten wird die Sicht durch den nur 800 Meter entfernten Down Hill eingeschränkt. Das Kastellareal wird heute von der B6318 in der Mitte durchschnitten, die an diesem Abschnitt exakt über den Resten des Hadrianswalls verläuft. Warum das Lager gerade an diesem – nicht unbedingt optimalen – Standort errichtet wurde, ist unklar. Es war dort fast einen Kilometer vom westlich gelegenen Portgate entfernt, die Stelle, wo sich die Dere Street mit dem Hadrianswall kreuzte. Ab 212/213 gehörte die Region um Onnum zur Provinz Britannia inferior, ab dem 4. Jahrhundert zur Provinz Britannia secunda.

## Forschungsgeschichte
Auf dem Areal des Kastells wurde im Laufe der Zeit eine Reihe von Untersuchungen und Ausgrabungen vorgenommen. Im Jahre 1803 wurde im nördlichen Bereich des Kastells ein goldener Siegelring mit einer Gravur und einem blauen Schmuckstein gefunden. In der Rückwand des im 15. Jahrhundert erbauten Herrenhauses von Halton Castle ist ein Fragment eines römischen Grabsteins eingemauert, der eine Figur in einer bogenförmigen Aussparung zeigt. In der Wand westlich der Südwestecke des Schlossturms ist ein weiteres Grabrelief, worauf ein auf einer Liege ruhender Mann dargestellt ist, eingebaut. Auch der Schlossturm ist teilweise aus römischen Steinen, die vermutlich vom Hadrianswall und dem Kastell stammen, erbaut. Im Garten wurde ein kleiner römischer Weihealtar und beim Stallhof 1868 eine Inschriftenplatte entdeckt. Die Ausgrabungen von 1937 zeigten, dass der Hadrianswall und der südliche Graben bereits vor dem Kastell (vielleicht aber auch nur teilweise) fertiggestellt waren. Von 1960 bis 1961 führten J. P. Gillam und M. G. Jarrett Ausgrabungen im Kastell durch, bei denen neue Erkenntnisse über die Innenbebauung gewonnen werden konnten. Die letzte Grabung wurde von Archäologen der RCHME Newcastle (Königliche Kommission der Historischen Monumente in England) im ungewöhnlich trockenen Sommer von 1989 vorgenommen. Die Ergebnisse dieser Ausgrabungen wurden 1990 von Charles Daniels und Eric Birley zusammengefasst.

## Entwicklung
Im Jahre 122 befahl Kaiser Hadrian, im Norden Britanniens eine Sperrmauer, verstärkt durch Wachtürme und Kastelle, vom Tyne bis zum Solway Firth zu errichten, um die britischen Provinzen vor den ständigen Einfällen der Pikten aus dem Norden zu schützen. Der Wall wurde größtenteils durch Soldaten der drei in Britannien stationierten Legionen und Seeleuten der Classis Britannica errichtet.
Man nimmt an, dass die Festung zwischen 122 und 126, erst nach Fertigstellung des Walls entstand. Eine am Westtor geborgene Bauinschrift berichtet, dass es von Soldaten der Legio VI Victrix erbaut wurde. Die Inschrift nennt auch den Statthalter von Britannien, Aulus Platorius Nepos, der das Amt von 122 bis 126 bekleidete. Spätere Arbeiten am Kastell wurden wahrscheinlich unter Antoninus Pius von der Legio II Augusta ausgeführt. Die Besatzung überwachte einen Abschnitt des Hadrianswalls und die Dere Street, die die Wallzone in einem Tal westlich des Kastells (Portgate) durchquerte. Sie verband Corbridge mit den Außenpostenkastellen in den Lowlands (Risingham und High Rochester). Für den zivilen Grenzverkehr existierten am Hadrianswall nur drei Grenzübergänge, der bei Onnum, die anderen in Banna (Birdoswald) und Uxelodunum (Stanwix). Manche Forscher sind jedoch der Ansicht, dass die Überwachung der Straße nicht die Hauptaufgabe der Kastellbesatzung war. Nach Fertigstellung des Hadrianswalls war das Land im Norden (bis zur Errichtung des Antoninuswalls) Niemandsland. Die Dere Street hätte somit als Verbindungsroute zwischen den Stammesgebieten der Pikten und dem römischen Nordbritannien zu dieser Zeit keine so große Bedeutung mehr gehabt. Der Chronist Cassius Dio berichtete für die Regierungszeit des Commodus (180–192) von schweren Kämpfen mit den nordbritischen Stämmen. Auch Onnum wurde dabei schwer beschädigt. Im frühen 3. Jahrhundert wurde das Kastell noch etwas vergrößert. Danach wurde es, wahrscheinlich zur gleichen Zeit wie das nahegelegene Coriosopidum, durch einen Brand weitgehend zerstört. Vermutlich wurde es im 4. Jahrhundert wiederaufgebaut, aber im frühen 5. Jahrhundert vom Militär endgültig aufgegeben.

## Kastell
Wie beim benachbarten Vindobala ist auch von diesem Kastell kein aufgehendes Mauerwerk erhalten geblieben. Seine letzten Reste sind heute vollständig unter der Erde begraben. An seinem Standort erinnert nicht einmal eine Infotafel an das römische Lager. Nördlich der B6318 ist eine leichte Bodenerhebung zu sehen. Südlich davon sind noch schwach die Umrisse der Mauern und der Innenbebauung zu erkennen. Die mehrphasige Festung (Kastell I: hadrianisch, Kastell II: severisch) hatte ursprünglich einen langrechteckigen Grundriss mit abgerundeten Ecken (Spielkartenform), maß 134 Meter (Norden nach Süden) und 122 Meter (Osten nach Westen) und beanspruchte eine Fläche von 1,75 ha. Wie bei den Reiterkastellen am Wall üblich, ragte die Nordhälfte (praetentura) über den Hadrianswall hinaus.

### Umwehrung
Das Kastell verfügte über die vier standardmäßigen Haupttore (portae principales) mit zwei Durchfahrten, geteilt durch zwei Pfeiler (spina) und je zwei quadratische Flankentürme. Wie die benachbarten Kastelle verfügte das Lager auch über je ein Seitentor an der West- und Ostmauer (portae quintanae). Vor dem Nordtor (porta Praetoria) konnten Spuren der Zufahrtsstraße beobachtet werden. Östlich dieser Straße stieß man auf die Reste eines Gebäudes. Am West- und Osttor war die Lagermauer etwas tiefer fundamentiert. Am Westtor fand man 1936 eine Bauinschrift der Legio VI. Die Kastellecken waren durch Türme verstärkt. Der südliche Wallgraben (vallum) passierte in kurzer Distanz das Kastell und konnte auf einer Straße überquert werden, die vom Südtor (porta decumana) in Richtung Lagerdorf (vicus) und der Dere Street führte. Kastell I war zusätzlich von einem doppelten Wehrgraben umgeben.
Annex: Im frühen 3. Jahrhundert wurde in der Südhälfte (raetentura) unter Septimius Severus zusätzlich eine 1250 Quadratmeter große Fläche zwischen dem Hadrianswall und dem südwestlichen Eckturm in die Umwehrung miteinbezogen (sog. Annex). Im Jahre 1959 wurde festgestellt, dass dafür ein Teil der Westmauer des Kastell I beseitigt wurde. Der Südwall wurde im Gegenzug auf 170 Meter verlängert, was dem Lager einen winkelförmigen Grundriss gab. Am Annex wurde ein Turm an der Nordwestecke nachgewiesen. Das Kastell bedeckte nun eine Fläche von 2,8 ha. Nach der Fertigstellung von Kastell II wurden die Doppelgräben planiert und durch einen einzigen – wesentlich tieferen – Graben ersetzt. Einige der Tordurchfahrten wurden blockiert, das Westtor (porta principalis sinistra) wurde komplett zugemauert.

### Innenbebauung
Auf den Luftaufnahmen waren im Innenbereich die Umrisse von zahlreichen Gebäuden und Straßen zu erkennen. Die Archäologen konnten bei den Grabungen in den 1960er Jahren vier Gebäude aus der Mitte des 2. Jahrhunderts aufdecken. Mauerreste im südwestlichen Teil der Festung konnten als Kornspeicher (horreum) identifiziert werden. Das hadrianische Lagerhaus hatte aber nicht die typischen Außenpfeiler, die die Wände abstützen sollten. Diese wurden erst beim Wiederaufbau des Kastells im 4. Jahrhundert angefügt. Unmittelbar westlich lag das Stabsgebäude (principia). Gegenüber davon stand ein großer Hallenbau, der vielleicht als Exerzierhalle für die im Kastell stationierten Reiter diente (basilica equester exercitatoria). Solche Hallenbauten sind ansonsten nur aus den Kastellen Netherby und Birdoswald bekannt. Südlich stand ein kleines Gebäude mit unbekannter Funktion und westlich davon vermutlich eine Werkstätte (fabrica). Letztere wurden im severischer Zeit abgerissen und durch neue Bauten ersetzt. Bekannt ist auch der Verlauf der von West nach Ost verlaufenden Lagerhauptstraße (via Principalis).
Lagertherme: Im Jahre 1827 wurde auf einem Feld nördlich der B6318 (Flurname Brunt-ha-penny) das Lagerbad entdeckt. Es handelte sich um ein Gebäude des Reihentypus, wies alle dafür relevanten Funktionsräume auf (siehe Befundplan von 1827) und erstreckte sich von der Nordwestecke bis zum Westtor. Die Badegäste konnten u. a. über ein Heißbad, ein Lau- und Kaltbad sowie einen Umkleide- und Fitnessraum verfügen. Das Gebäude war – im Vergleich zu den anderen am Hadrianswall untersuchten römischen Bädern – mit bis zu elf Räumen ungewöhnlich groß und befand sich im Inneren des Kastells. Vielleicht ersetzte es – wie in Housesteads – ein außerhalb der Umwehrung (extra muros) gelegenes Bad. Wahrscheinlich wurde es erst im späten 4. Jahrhundert errichtet. Von diesem Gebäude sind heute keine Reste mehr zu sehen.

## Hadrianswall
Der Wallabschnitt zwischen Rudchester und Halton Chester wurde beim Bau der Militärstraße B6318 durch Steinraub fast vollkommen zerstört. Reste des Walls konnten 20 Meter von der Festung entfernt beobachtet werden. Der Verlauf der Mauer auf der Ost- und Westseite der Festung deckt sich im Wesentlichen mit der B6318. Eine Sondierungsgrabung auf ihrer Westseite zeigte, dass der Wall jeweils bei den südlichen Flankentürmen des West- und Osttores an das Kastell angeschlossen war. Auf den Luftaufnahmen ist der südliche Wallgraben als Bodenmarke westlich des Kastells zu erkennen. Er lief über den Hügel bis zum Fence Burn, vor der Südwestecke des severischen Annexes verlieren sich dann seine Spuren. Auch im Kastellinneren konnte der Wallgraben beobachtet werden, was bewies, dass es erst nach Fertigstellung des Hadrianswalls entstanden ist. An der Ostseite des Lagers ist der Wallgraben noch auf einer Länge von 50 Meter sichtbar. Sein Verlauf südlich des Kastells konnte archäologisch noch nicht eindeutig bestätigt werden.

## Garnison
Die Soldaten der Legio VI und Legio II dürften im Rahmen ihrer Tätigkeit als Bauvexillationen zu den ersten Besatzungseinheiten des Kastells gezählt haben. Es ist aber unwahrscheinlich, dass nach seiner Fertigstellung hier noch für eine längere Zeit Legionäre stationiert waren. Der Ausbau eines Steinkastells erforderte immer spezialisierte Handwerker, die für gewöhnlich nur bei den Legionen und nicht bei den Auxiliaren, die später hier in Garnison lagen, zu finden waren. Legionäre wurden für die Errichtung der meisten militärischen Bauwerke des Reiches eingesetzt. Das Kastell war danach von einer namentlich unbekannten, 500 Mann starken und vermutlich teilberittenen Kohorte der Hilfstruppen (cohors quingenaria equitata) besetzt. Unter der Herrschaft der Severer wurde sie von den pannonischen Reitern abgelöst.
Folgende Auxiliareinheiten sind als Besatzung für Onnum/Hunnum bekannt oder könnten sich für eine begrenzte Zeit dort aufgehalten haben:
| Zeitstellung                  | Truppenname                                                                              | Beschreibung |
| ----------------------------- | ---------------------------------------------------------------------------------------- | --- |
| 2. Jahrhundert n. Chr.        | Legio sextae Victrix Pia Fidelis (die sechste Legion, die Siegreiche, Fromme und Treue)  | Soldaten der Legio VI haben laut einer Bauinschrift vom Westtor das Lager erbaut. Hauptquartier der Legion war Eburacum (York). |
| 2. Jahrhundert n. Chr.        | Legio secunda Augusta (die zweite Legion des Augustus)                                   | Eine 1760 (heute verschollene) in Halton entdeckte Bauinschrift nannte auch die Legio II Augusta, die hier wohl ebenfalls für Baumaßnahmen stationiert war. Ihr Hauptquartier war Isca Silurum (Caerleon). |
| 2. Jahrhundert n. Chr.        | Cohors quingenaria equitata (eine teilberittene Hilfstruppenkohorte, 500 Mann stark)     | Eine solche Hilfstruppeneinheit, deren Name mangels Schriftquellen nicht bekannt ist, stellte vermutlich die erste Besatzung des Kastells. |
| 3. bis 4. Jahrhundert n. Chr. | Ala prima Pannoniorum Sabiniana („das erste pannonische Reiterschwadron des Sabinianus“) | Die Kavallerieeinheit wurde ursprünglich in der Provinz Pannonien (heutiges Österreich und Ungarn) aufgestellt und dürfte bei voller Mannschaftsstärke um die 500 Reiter umfasst haben. Eine Inschrift aus Halton Chesters nennt auch einen Noriker, der in der Einheit gedient hat. Laut einer Grabsteininschrift könnte sie vorher in Aldeia Nova (Portugal) stationiert gewesen sein. Die Einheit wurde schließlich nach Britannien in das Kastell Arbeia abkommandiert, wo sie bis ins späte 2. Jahrhundert lag. Von dort ist ein Ziegelstempel, gestempelte Bleibarren sind aus Corbridge und Pittington Farm bekannt. Eventuell erhielt die Einheit von dort aus ihren Nachschub. Aus ihrem Beinamen stammen die Überlegungen, dass ihr erster Befehlshaber den Namen „Sabinianus“ trug. Aus Savaria (Szombathely, HU) ist eine Inschrift bekannt, die den Präfekten Titus Cnoris Sabinianus nennt, der dort eine Lanzenreitereinheit kommandierte. Vielleicht handelt es sich dabei um jenen Offizier, der auch die Reitertruppe von Halton Chesters führte. Eine in der deutschen Forschung bereits durch den Althistoriker Konrad Kraft (1920–1970) im Jahre 1951 widerlegte Behauptung des Franzosen Louis Le Roux aus dem Jahr 1911, der genannte Kommandeur wäre T. Pontius Sabinus aus der Regierungszeit des Kaisers Hadrian (117–138) gewesen, hält sich jedoch teils bis heute. Nach den Militärreformen des Diokletian und Konstantin I. zählten die Garnisonen am Wall zu den limitanei. Aus der westlichen Notitia dignitatum, Truppenliste des Dux Britanniarum (entstanden am Ende des 4. Jahrhunderts) ist u. a. der Rang ihres Befehlshabers, ein Präfekt, bekannt. Da die Truppe noch in diesem spätantiken Dokument aufscheint, könnte sie bis zur Auflösung der Provinzarmee im 5. Jahrhundert dort gestanden haben. |

## Vicus
Das zum Kastell gehörige Lagerdorf breitete sich südlich und südöstlich der Festung aus. Bekannt sind die Überreste von zwei Gebäuden, die aber nur auf den Luftaufnahmen gut sichtbar sind. Das östliche Gebäude war 4,5 Meter breit und mindestens zwölf Meter lang, eine seiner Erdwände ist noch als 0,9 Meter breite und 0,1 Meter hohe Bodenerhebung erkennbar. Das andere, weniger gut erhaltene Exemplar wurde nur unzureichend untersucht. Es war ca. 4,5 Meter breit, seine sonstigen Ausmaße sind unbekannt. Der Verlauf seiner Wände konnte nur anhand von Fundamentgräben verfolgt werden. Südöstlich dieser Gebäude fand sich eine kreisförmige Vertiefung (1,6 Meter im Durchmesser), die durch Steine eingesäumt war. Bei in den Jahren 1999 bis 2000 durchgeführten Ausgrabungen und geophysikalischen Untersuchungen konnte man entlang der südlichen Ausfallstraße, etwa 240 bis 260 Meter vom Kastell entfernt, weitere Steinfundamentierungen beobachten.

## Steinbrüche
Spuren von Steinbrüchen wurden in den Hügeln östlich der römischen Festung beobachtet. Hier wurden Sandstein, der dort direkt an der Oberfläche liegt, und noch andere Natursteine abgebaut. Sie sind anhand von Aushöhlungen im Bereich der Carr Crags und am Down Hill zu erkennen und wahrscheinlich römischen Ursprungs. Sie wurden aber offensichtlich auch im 18. Jahrhundert ausgebeutet.